# Kutar
Kutar（クター）是日本公司GIGA連射所創建的人物。該公司以Kutar推出各種小游戏，主要為Flash遊戲、Web-Game、PC-Game、手機遊戲。是一種沒有表情的生物，但是他有感情，當他生氣、失落、困窘時身體會膨脹起来。遊戲裡出現的大多是本作的主角橘色Kutar（クター）。

## 人物介紹

### Kutar
本作主角，全身毛色為橘色，喜歡的女生是Cherry，喜歡的食物是蘋果，是隻好奇心旺盛的クター。

### Cherry
クター的女朋友，全身毛色為白色，有著明顯的粉色腮紅，不用說當然喜歡Kutar囉！喜歡的食物是南瓜派。

### Smoke
一隻常見的クター，全身毛色為黑色，喜歡的女生是Ronne，喜歡的食物是鮪魚，是隻性格孤高的クター。

### Navy
一隻常見的クター，全身毛色為藍色，喜歡熟食

### Burosso
一隻常見的クター，全身毛色為紅色。喜歡的食物是冰淇淋。非常熱血，不管什麼時候看到他幾乎都在跑步。

### Grape
一隻常見的クター，喜歡的食物是茶。

### Cheek
一隻常見的クター，喜歡的食物是草莓蛋糕。

### Ronne
一隻常見的クター，喜歡的食物是乳酸菌飲料。

### Papakuta
一隻常見的クター，喜歡的食物是紅豆麵包。

### Torakutar
一隻常見的クター，喜歡的食物是玉米麥片。

### Picakutar
一隻罕見的クター，偶爾會在遊戲中出其不意的現身，喜歡的食物是麻糬。

### Mogyu
一隻常見的牛，喜歡的食物是鮮草。

### Nyugyu
一隻常見的牛，喜歡的食物是乾燥的玉米。

### Berry
一隻罕見的クター，喜歡的食物是奶油燒。

### Mamakutar
一隻罕見的クター，喜歡的食物是新鮮的沙拉。

### Tabby
一隻罕見的クター，喜歡的食物是洋芋片。

### Pretu
因應「名づけてねっと」活動而出現的クター，他的名字是藉由募集大家的想法而取的。

### Dr.クター＆ロボクター＆覆面クター
配合「CNET Japan」而出現的團體，有特定的遊戲和壁紙，但現在活動已經結束了。

## 外部連結
- GIGA連射 （页面存档备份，存于）
- www.kutar.com （页面存档备份，存于）
- Techno-Net++ - 非官方fansite